# Pečak
Pačak je priimek več znanih Slovencev:
- Fedor Pečak (*1935), zdravnik ortoped, rotarijec
- Oskar Pečak (1900—1975), kemik, živilski tehnolog